# Argeș (županija)
Argeș (IPA: ['ar.ʤeʃ]) županija je u Rumunjskoj, u njenoj povijesnoj pokrajini Munteniji. Glavni grad županije je Pitești.

## Demografija
Po popisu stanovništva iz 2002. godine, na prostoru županije Argeș živi 652.625 stanovnika, dok je prosječna gustoća naseljenosti 95 stan./km².
- Rumunji - 96%[1]
- Romi i ostali.

| Godina | Ukupno stanovnika |
| ------ | ----------------- |
| 1948.  | 448.964           |
| 1956.  | 483.741           |
| 1966.  | 529.833           |
| 1977.  | 631.918           |
| 1992.  | 681.206           |
| 2002.  | 652.625           |

## Geografija
Ukupna površina županije je 6.862 km. Županija se nalazi na južnim Karpatima, čiji je najviši vrh visok 2.544 metra.
Najveća rijeka u županiji je Argeș, u koju se ulijevaju ostale županijske rijeke.

### Susjedne županije
- Dâmbovița na istoku.
- Vâlcea i Olt na zapadu.
- Sibiu i Brașov na sjeveru.
- Teleorman na jugu.

## Administrativna podjela
Županija Argeș podijeljena je na 3 municipije, 4 grada i 95 općina.

### Municipiji
- Pitești
- Câmpulung
- Curtea de Argeș

### Gradovi
- Mioveni
- Costești
- Topoloveni
- Ștefănești

### Općine
| - Albeștii de Argeș - Albeștii de Muscel - Albota - Aninoasa - Arefu - Băbana - Băiculești - Bălilești - Bârla - Bascov - Beleți-Negrești - Berevoești - Bogați - Boteni - Boțești - Bradu - Brăduleț - Budeasa - Bughea de Jos | - Bughea de Sus - Buzoești - Căldăraru - Călinești - Căteasca - Cepari - Cetățeni - Cicănești - Ciofrângeni - Ciomăgești - Cocu - Corbeni - Corbi - Coșești - Cotmeana - Cuca - Dâmbovicioara - Dârmanești - Davidești | - Dobrești - Domnești - Drăganu - Dragoslavele - Godeni - Hârsești - Hârtiești - Izvoru - Leordeni - Lerești - Lunca Corbului - Mălureni - Mărăcineni - Merișani - Micești - Mihăești - Mioarele - Miroși - Morărești | - Moșoaia - Mozăceni - Mușătești - Negrași - Nucșoara - Oarja - Pietroșani - Poiana Lacului - Poienarii de Argeș - Poienarii de Muscel - Popești - Priboieni - Râca - Rătești - Recea - Rociu - Rucăr - Sălătrucu - Săpata | - Schitu Golești - Slobozia - Stâlpeni - Ștefan cel Mare - Stoeneşti - Stolnici - Șuici - Suseni - Teiu - Tigveni - Țițești - Uda - Ungheni - Valea Danului - Valea Iașului - Valea Mare-Pravăț - Vedea - Vlădești - Vulturești |